# Persone di nome Giovanni/Imprenditori
| Questa pagina contiene informazioni ricavate automaticamente dalle voci biografiche con l'ausilio del template Bio e di un bot. L'aggiornamento è periodico e automatico e ricostruisce completamente la pagina. Se manca una persona in questa lista, sei pregato di non aggiungerla, ma accertati piuttosto che la sua voce biografica contenga il template Bio e che i dati anagrafici siano correttamente compilati. Se il template Bio manca, inseriscilo tu stesso o, in alternativa, metti l'avviso {{tmp\|Bio}} che ne segnala la mancanza. Se i dati riportati sono sbagliati, correggi direttamente la voce biografica; le modifiche saranno visibili in questa lista entro pochi giorni. Per chiarimenti vedi il progetto antroponimi. La lista contiene solo le 83 persone che sono citate nell'enciclopedia e per le quali è stato implementato correttamente il template Bio. Pagina aggiornata al 6 mag 2025. |

Questa è una lista di persone presenti nell'enciclopedia che hanno il nome Giovanni e sono imprenditori.

## A(12)
- Giovanni Abbagnano, imprenditore italiano (Baronissi, n. 1860 - Napoli, † 1922)
- Gianni Agnelli, imprenditore, socialite e dirigente sportivo italiano (Torino, n. 1921 - Torino, † 2003)
- Giovanni Agnelli, imprenditore, politico e militare italiano (Villar Perosa, n. 1866 - Torino, † 1945)
- Giovanni Alberto Agnelli, imprenditore e dirigente d'azienda italiano (Milano, n. 1964 - Venaria Reale, † 1997)
- Giovanni Ambiveri, imprenditore e filantropo italiano (Trescore Balneario, n. 1857 - Seriate, † 1940)
- Giovanni Antonio Ambrosetti, imprenditore e politico italiano (Biella, n. 1811 - Torino, † 1873)
- Giovanni Ansaldo, imprenditore, ingegnere e architetto italiano (Genova, n. 1815 - Genova, † 1859)
- Giovanni Carlo Anselmetti, imprenditore e politico italiano (Torino, n. 1904 - Torino, † 1964)
- Giovanni Battista Ansoldi, imprenditore e produttore discografico italiano (Milano, n. 1916 - Milano, † 1979)
- Giovanni Armenise, imprenditore, dirigente d'azienda e politico italiano (Bari, n. 1897 - Roma, † 1953)
- Giovanni Arvedi, imprenditore e dirigente sportivo italiano (Cremona, n. 1937)
- Giovanni Audiffredi, imprenditore e politico italiano (Cuneo, n. 1808 - Torino, † 1875)

## B(11)
- Giovanni Balella, imprenditore italiano (Ravenna, n. 1893 - Ravenna, † 1988)
- Gianni Barilla, imprenditore italiano (Parma, n. 1917 - Ginevra, † 2004)
- Giovanni Battista Berisso, imprenditore italiano (Lavagna, n. 1834 - Buenos Aires, † 1893)
- Giovanni Bertone, imprenditore e carrozziere italiano (Mondovì, n. 1884 - Torino, † 1972)
- Giovanni Battista Bibolini, imprenditore, armatore e dirigente sportivo italiano (Lerici, n. 1875 - Lerici, † 1955)
- Giovanni Bocciardo, imprenditore e calciatore italiano (Genova, n. 1877 - Genova, † 1953)
- Giovanni Bombrini, imprenditore e politico italiano (Genova, n. 1838 - Genova, † 1924)
- Giovanni Borghi, imprenditore e dirigente sportivo italiano (Milano, n. 1910 - Comerio, † 1975)
- Giovanni Andrea Borromeo d'Adda, imprenditore e politico italiano (Roma, n. 1941 - † 1978)
- Giovanni Battista Bottaini, imprenditore, funzionario e politico italiano (Lovere, n. 1772 - † 1840)
- Giovanni Buitoni, imprenditore e politico italiano (Perugia, n. 1891 - Roma, † 1979)

## C(8)
- Giovanni Caberlotto, imprenditore e dirigente sportivo italiano (Montebelluna, n. 1941 - Montebelluna, † 1997)
- Giovanni Battista Camozzi Vertova, imprenditore, funzionario e politico italiano (Bergamo, n. 1818 - Costa di Mezzate, † 1906)
- Clemente Cassis, imprenditore e pittore italiano (Bergamo, n. 1885 - Bergamo, † 1966)
- Giovanni Battista Ceirano, imprenditore italiano (Cuneo, n. 1860 - Torino, † 1912)
- Giovanni Ceirano, imprenditore italiano (Cuneo, n. 1865 - La Cassa, † 1948)
- Giovanni Chiggiato, imprenditore e politico italiano (Venezia, n. 1876 - Venezia, † 1923)
- Giovanni Colombo, imprenditore e dirigente sportivo italiano (Milano, n. 1937 - Londra, † 1993)
- Giovanni Cottone, imprenditore italiano (Palermo, n. 1957)

## D(4)
- Giovanni De Riseis, imprenditore e politico italiano (Napoli, n. 1872 - † 1950)
- Giovanni De Simon, imprenditore e dirigente d'azienda italiano (Osoppo, n. 1880 - † 1949)
- Giovanni de Sangro, principe di Fondi, imprenditore e politico italiano (Napoli, n. 1804 - Napoli, † 1871)
- Giovanni Antonio del Nobile, imprenditore e ingegnere italiano (Arosio - Catania, † 1585)

## F(7)
- Giovanni Falck, imprenditore e ingegnere italiano (Mandello del Lario, n. 1900 - Milano, † 1972)
- Battista Farina, imprenditore e carrozziere italiano (Cortanze, n. 1893 - Losanna, † 1966)
- Giovanni Farina, imprenditore italiano (Cortanze, n. 1884 - Torino, † 1957)
- Giovanni Ferrero, imprenditore italiano (Farigliano, n. 1905 - Alba, † 1957)
- Giovanni Ferrero, imprenditore italiano (Torino, n. 1964)
- Giovanni Battista Figari, imprenditore italiano (Genova, n. 1840 - Genova, † 1914)
- Giovanni Francica Nava, imprenditore, politico e nobile italiano (Siracusa, n. 1847 - Roma, † 1935)

## G(5)
- Giovanni Battista Gallini, imprenditore e politico italiano (Voghera, n. 1788 - Torino, † 1848)
- Giovanni Gambardella, imprenditore e dirigente d'azienda italiano (Taranto, n. 1935 - Genova, † 2023)
- Giovanni Battista Giorgini, imprenditore italiano (Forte dei Marmi, n. 1898 - Firenze, † 1971)
- Giovanni Andrea Gregorini, imprenditore e politico italiano (Vezza, n. 1819 - Buffalora, † 1878)
- Giovanni Grosoli, imprenditore e politico italiano (Carpi, n. 1859 - Assisi, † 1937)

## I(2)
- Giovanni Battista Imberti, imprenditore e politico italiano (Racconigi, n. 1880 - Racconigi, † 1955)
- Giovanni Inzerillo, imprenditore italiano (Brooklyn, n. 1972)

## L(2)
- Giovanni Landini, imprenditore italiano (n. 1859 - † 1924)
- Giovanni Lucentini, imprenditore e politico italiano (Castelvetrano, n. 1896 - Castelvetrano)

## M(8)
- Giovanni Maggiò, imprenditore e dirigente sportivo italiano (Pisogne, n. 1929 - Caserta, † 1987)
- Giovanni Malagò, imprenditore, dirigente sportivo e ex giocatore di calcio a 5 italiano (Roma, n. 1959)
- Giovanni Mari, imprenditore e dirigente sportivo italiano (Gorla Minore, n. 1920 - Legnano, † 1987)
- Giovanni Martinelli, imprenditore e dirigente sportivo italiano (Castelnuovo del Garda, n. 1951 - Castelnuovo del Garda, † 2013)
- Ruggiero Maurigi, imprenditore, politico e patriota italiano (Palermo, n. 1843 - Bagni di Lucca, † 1919)
- Giovanni Battista Meneghini, imprenditore italiano (Ronco all'Adige, n. 1895 - Desenzano del Garda, † 1981)
- Giovanni Giacomo Meyer, imprenditore svizzero (Regensdorf, n. 1792 - Scafati, † 1872)
- Giovanni Michelotti, imprenditore e designer italiano (Torino, n. 1921 - Torino, † 1980)

## N(2)
- Giovanni Negri, imprenditore, politico e scrittore italiano (Torino, n. 1957)
- Giovanni Noseda, imprenditore italiano (Milano, n. 1816 - Lesa, † 1878)

## P(9)
- Giovanni Padula, imprenditore italiano (Matera, n. 1885 - Matera, † 1963)
- Jean Panzani, imprenditore italiano (n. 1911 - Saint-Didier-au-Mont-d'Or, † 2003)
- Giovanni Pelli Fabbroni, imprenditore e politico italiano (Firenze, n. 1851 - Firenze, † 1935)
- Giovanni Penna, imprenditore, dirigente d'azienda e politico italiano (Asti, n. 1855 - Roma, † 1941)
- Giovanni Peroni, imprenditore e ingegnere italiano (Vigevano, n. 1848 - Roma, † 1922)
- Giovanni Battista Piazzoni, imprenditore e politico italiano (Bergamo, n. 1805 - Villa d'Adda, † 1881)
- Giovanni Battista Pirelli, imprenditore, ingegnere e politico italiano (Varenna, n. 1848 - Milano, † 1932)
- Giovanni Attilio Pozzo, imprenditore e politico italiano (Genova, n. 1876 - Genova, † 1965)
- Giovanni Prampolini, imprenditore italiano (Villa Ospizio, n. 1874 - Reggio Emilia, † 1934)

## Q(1)
- Giovanni Querini Stampalia, imprenditore e filantropo italiano (Venezia, n. 1799 - Venezia, † 1869)

## R(3)
- Giovanni Rana, imprenditore, artigiano e personaggio televisivo italiano (Cologna Veneta, n. 1937)
- Giovanni Rivara, imprenditore italiano (Genova, n. 1848 - Genova, † 1901)
- Gian Mario Rossignolo, imprenditore italiano (Vignale Monferrato, n. 1930)

## S(7)
- Giovanni Salamone, imprenditore italiano (Barcellona Pozzo di Gotto, n. 1948 - Barcellona Pozzo di Gotto, † 1991)
- Giovanni Antonio Sanna, imprenditore e politico italiano (Sassari, n. 1819 - Roma, † 1875)
- Giovanni Schoch, imprenditore e filantropo italiano (Castiglione Olona, † 1888)
- Giovanni Battista Sella, imprenditore e politico italiano (Valle Mosso Superiore, n. 1788 - Mosso Santa Maria, † 1878)
- Giovanni Semeraro, imprenditore e dirigente sportivo italiano (Lecce, n. 1937 - Lecce, † 2019)
- Giovanni Silvestri, imprenditore e dirigente d'azienda italiano (Genova, n. 1858 - Milano, † 1940)
- Giovanni Stucky, imprenditore svizzero (Venezia, n. 1843 - Venezia, † 1910)

## T(1)
- Giovanni Treccani, imprenditore e editore italiano (Montichiari, n. 1877 - Milano, † 1961)

## V(1)
- Giovanni Volpi, imprenditore italiano (Venezia, n. 1938)